# Cercanías Asturias

Liniennetzplan der Cercanías Asturias (2021)

Cercanías Asturias ist der spanische Name für das S-Bahn-Netz der nordspanischen Region Asturien. Die Staatsbahn RENFE und deren Schmalspurbahn-Tochtergesellschaft Renfe Feve betreiben hier ein Netz aus acht Linien in unterschiedlichen Spurweiten. Es handelt sich hierbei um ein polyzentrisch ausgerichtetes Netz, in dem die Städte Gijón, Oviedo und Avilés die wichtigsten Zielknoten darstellen.
In Gijón wurde 2003 im Rahmen des Metrotrén-Projekts mit dem Bau einer Tunnelverbindung begonnen, nach deren Fertigstellung ein Teil der in Gijón endenden Linien über vier unterirdische Stationen an das andere, östliche Ende des Stadtzentrums geleitet werden sollten. 2005 wurden die Bauarbeiten eingestellt. Nach mehrfacher Planänderung ist die Wiederaufnahme der Arbeiten für 2026 vorgesehen.

## Linien
Es existieren folgende Linien:
| Betreiber | Linie | Strecke                                           |
| --------- | ----- | ------------------------------------------------- |
| RENFE     | C-1   | Gijón – Oviedo – Puente de Los Fierros            |
| RENFE     | C-2   | Oviedo – El Entrego                               |
| RENFE     | C-3   | Llamaquique – Oviedo – Avilés – San Juan de Nieva |
| FEVE      | F-4   | Gijón – Avilés – Cudillero                        |
| FEVE      | F-5   | Gijón – Laviana                                   |
| FEVE      | F-6   | Oviedo – Infiesto                                 |
| FEVE      | F-7   | Oviedo – San Esteban                              |
| FEVE      | F-8   | Trubia – Collanzo                                 |
| FEVE      | F-9   | Trubia – Oviedo – Gijón                           |

## Metrotrén-Projekt
Zur Verbesserung des SPNV in der Region werden Maßnahmen für den Ausbau der S-Bahn zu einer Regionalstadtbahn getroffen, wodurch die Züge innerhalb der Stadtzentren als U-Bahn bzw. Straßenbahn fungieren sollen. In der Stadt Oviedo wurden im Zuge einer Erneuerung des Hauptbahnhofes und Eintunnelung der Gleise mehrere unterirdische Haltepunkte gebaut. 

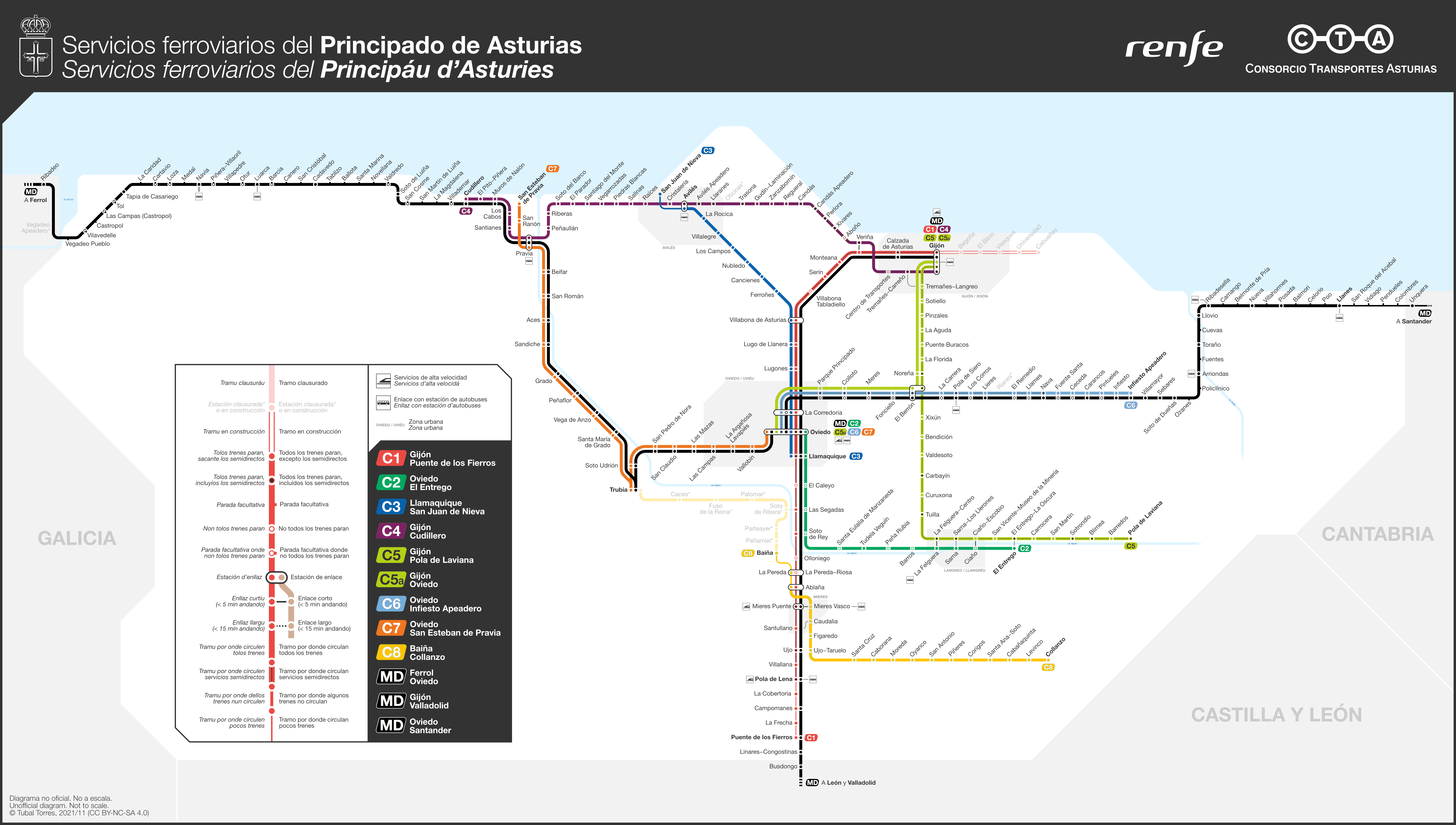
Netzplan mit der vorgesehenen Erweiterung in Gijón

Für Gijón wurden im Jahr 2000 Planungen vorgestellt, die den Ersatz des westlich des Zentrums gelegenen Kopfbahnhofs El Humedal (Gijón-Cercanías) durch einen neuen Bahnhof Estación Intermodal de Gijón sowie den Bau einer Tunnelverbindung in die östlichen Stadtteile vorsahen. Die unterirdische Verbindung sollte von den beiden in Gijón endenden Cercanías-Linien der Feve befahren und entsprechend in Meterspur ausgeführt werden. Von 2003 bis 2005 wurde ein Teil der Tunnelbauwerke errichtet. Der Bahnhof El Humedal wurde 2012 geschlossen und durch den westlich vorgelagerten, als Provisorium gedachten Bahnhof Gijón-Sanz Crespo ersetzt. Nach mehrfacher Planänderung ist die Wiederaufnahme der Arbeiten an der Tunnelstrecke und am neuen Endbahnhof für 2026 vorgesehen. Die teilweise auf eine neue, weiter südlich gelegene Trasse verlegte Tunnelstrecke soll nun in iberischer Breitspur ausgeführt und durch die Cercanías-Linie aus Oviedo genutzt werden.
Als weitere Maßnahmen soll der Flughafen Asturias an den Schienenverkehr angebunden werden und die Städte Avilés und Siero Straßenbahn-Abschnitte im Innenstadtbereich erhalten.